# Jurko iz Loke
Jurko iz Loke, slovenski stavbenik izpričan med 1513 in 1529.
V starih listinah se omenja kot zidar, šele po smrti tudi kot kamnosek. Lera 1513 je sodeloval pri obnovi po potresu (1511) poškodovanega Škofjeloškega gradu in 1521 pri zidavi grajskega stolpa. Že leta 1515 pa je pričel dela za zidavo prezbiterija romarske Marijine cerkve v Crngrobu in sklenil 1520 novo še ohranjeno pogodbo za zidavo prezbiterija in zvonika; verjetno je kmalu po 1529 umrl in obok prezbiterija je dokončal drug stavbenik. Jurko spada med stavbenike, zrasle iz tradicije gorenjske stavbarske skupine, ki je v 3. četrtini ¸15. stoletja postavila dvoranski ladji župnijskih cerkva v Kranju in Škofji Loki. Tudi crnogrobski prezbiterij je dvoranskega tipa; zvezdasto rebrasto oboke podpira 6 vitkih slopov (slop: pokončen, prosto stoječ podporni člen v arhitekturi za razliko z okroglim stebrom navadno pravokotne oblike) z okrašenimi sklepniki (sklepnik: kiparsko okrašen kamen na temenu gotskega oboka, v katerem se stikajo /sklepajo/obročna rebra).